# 中国共产党第九届中央委员会候补委员列表
中国共产党第九次全国代表大会于1969年4月1日至27日在北京召开。大会选举产生了109名中国共产党第九届中央委员会候补委员。

## 候補委员列表
（按姓氏笔画次序排列）：
七林旺丹（藏族）、马天水、王体、王新、王六生、王光临、王志强、王恩茂、王维国（1969年4月—1971年9月）、方铭、方毅、邓华、韦祖珍（壮族）、尤太忠、文香兰（女）、石少华、冯占武、央宗（女，藏族）、刘西尧、刘春樵、刘浩天、刘振华、朱光亚、华林森、达洛（藏族）、肉孜·吐尔迪（维吾尔族）、阮泊生、陈仁麒、陈华堂、陈励耘（1969年4月—1971年9月）、陈和发、陈敢峰、李立、李化民、李书茂、李再含、李守林、李定山、李跃松、吴忠、吴纯仁、吴金全、吕和、吕存姐（女，土族）、张日清、张世忠、张令彬、张延成、张江霖、张西挺（女，1969年4月—1970年）、张秀川、张泗洲、张英才、张积慧、汪家道、杨俊生、杨焕民、宋双来、岑国荣、罗元发、罗春俤（女）、罗锡康、郑三生、金祖敏、易耀彩、胡炜、胡良才、姚连蔚、赵峰、赵兴元、赵启民、耿起昌、徐驰、聂元梓（女）、唐亮、钱学森、郭玉峰、郭宏杰、梁锦棠、康林、康健民、黄文明、黄成连、黄作珍、黄志勇、黄荣海、崔修范、崔海龙（朝鲜族）、阎仲川、盘美英（女，瑶族）、隆光前、曾雍雅、彭冲、彭贵和、鲁大东、韩英、傅传作、焦林义、舒积成、蒋宝娣（女）、谢家塘、谢望春（女，土家族）、蓝亦农、蓝荣玉（畲族）、谭启龙、裴周玉、樊孝菊（女）、樊德玲、黎原

### 照片集
| 七林旺丹 | 马天水      | 王体   | 王新   | 王六生 | 王光临 | 王志强 | 王恩茂 |
| 王维国   | 方铭        | 方毅   | 邓华   | 韦祖珍 | 尤太忠 | 文香兰 | 石少华 |
| 冯占武   | 央宗        | 刘西尧 | 刘春樵 | 刘浩天 | 刘振华 | 朱光亚 | 华林森 |
| 达洛     | 肉孜·吐尔迪 | 阮泊生 | 陈仁麒 | 陈华堂 | 陈励耘 | 陈和发 | 陈敢峰 |
| 李立     | 李化民      | 李书茂 | 李再含 | 李守林 | 李定山 | 李跃松 | 吴忠   |
| 吴纯仁   | 吴金全      | 吕和   | 吕存姐 | 张日清 | 张世忠 | 张令彬 | 张延成 |
| 张江霖   | 张西挺      | 张秀川 | 张泗洲 | 张英才 | 张积慧 | 汪家道 | 杨俊生 |
| 杨焕民   | 宋双来      | 岑国荣 | 罗元发 | 罗春俤 | 罗锡康 | 郑三生 | 金祖敏 |
| 易耀彩   | 胡炜        | 胡良才 | 姚连蔚 | 赵峰   | 赵兴元 | 赵启民 | 耿起昌 |
| 徐驰     | 聂元梓      | 唐亮   | 钱学森 | 郭玉峰 | 郭宏杰 | 梁锦棠 | 康林   |
| 康健民   | 黄文明      | 黄成连 | 黄作珍 | 黄志勇 | 黄荣海 | 崔修范 | 崔海龙 |
| 阎仲川   | 盘美英      | 隆光前 | 曾雍雅 | 彭冲   | 彭贵和 | 鲁大东 | 韩英   |
| 傅传作   | 焦林义      | 舒积成 | 蒋宝娣 | 谢家塘 | 谢望春 | 蓝亦农 | 蓝荣玉 |
| 谭启龙   | 裴周玉      | 樊孝菊 | 樊德玲 | 黎原   |        |        |        |